# Ourebia ourebi
Ourébi, Bleebok
Genre
Espèce
Statut de conservation UICN

 LC  : Préoccupation mineure
L'Ourébi (Ourebia ourebi) est l'unique espèce du genre Ourebia. Il fait partie de la petite famille des antilopes naines, comme les Steenboks, les Dik-diks, les Oréotragues.

## Description
Il mesure 90 à 110 cm de longueur, 50 à 65 cm à l'épaule, pour un poids de 8 à 20 kg.
Seul le mâle porte des cornes et, ce qui est rare chez les antilopes, la femelle ourébi est plus grande et grosse que le mâle.
Il est diurne et crépusculaire, peu actif aux heures chaudes de la journée, il reste caché dans les hautes herbes près des buissons. Il s'alimente le matin, en fin d'après midi et lors des nuits de pleine lune. En matière de vocalises, il émet des sifflements aigus ou éternue bruyamment en cas d'alerte.[réf. nécessaire]

## Reproduction/Rut
Toute l'année, il y a un pic en matière de rut au moment de la saison sèche.
Lors de ce dernier, toutes les glandes du mâle redoublent d'activité sécrétoire. Ceci ayant pour but d'une part d'effectuer un marquage important du territoire et d'autre part d'informer et de se faire reconnaître par une partenaire. La saillie effectuée, la gestation dure entre 195 et 210 jours (5,5 à 6 mois). Le jeune nait au début de la saison des pluies, ne pesant pas plus de 1,5 à 2 kg. Il est sevré au bout de 2 mois, mais il goûte à l'herbe tendre au bout d'une semaine. Il est adulte à un an.

## Distribution
Il est très répandu en Afrique : On le trouve au sud du Sahara, au Sénégal, Mali, Malawi, Éthiopie, Ghana, Somalie, Gambie, Cameroun, Niger, Centrafrique, Kenya, Tanzanie, Botswana, Côte d'ivoire, Guinée,  Congo[Lequel ?], Rwanda, Bénin, Ouganda, Tchad, Togo, Angola, Mozambique, Zimbabwe, Zambie, Afrique du Sud.[réf. nécessaire]

## Habitat
Brousse, savane arborée, non loin de l'eau. Il peut vivre en plaine comme en montagne, jusqu'à 3 000 mètres d'altitude.

## Alimentation
Herbivore, herbes et les feuilles des buissons. Il boit régulièrement, cependant il peut s'abstenir si nécessaire pendant un certain temps.

## Prédation
Léopards, lions, guépards, servals, caracals, aigles, pythons, crocodiles, chacals, hyènes, lycaons. 
Les ourebis sont comme toutes les antilopes, rapides et agiles, ce qui leur permet souvent d'échapper aux prédateurs.

## Longévité
8 à 12 ans, 14 ans en captivité.

### GenreOurebia
- (en) Mammal Species of the World (3e  éd., 2005) :  Ourebia
- (fr + en) ITIS : Ourebia  Laurillard, 1842
- (en) Animal Diversity Web : Ourebia
- (en) NCBI : Ourebia (taxons inclus)

### EspèceOurebia ourebi
- (en) Mammal Species of the World (3e  éd., 2005) :  Ourebia ourebi
- (en) Tree of Life Web Project : Ourebia ourebi
- (fr + en) ITIS : Ourebia ourebi  (Zimmermann, 1783)
- (en) Animal Diversity Web : Ourebia ourebi
- (en) NCBI : Ourebia ourebi (taxons inclus)
- (en) UICN : espèce Ourebia ourebi (Zimmermann, 1783) (consulté le 27 mai 2015)
- (en) Fonds documentaire ARKive : Ourebia ourebi